# La Vierge d'humilité (Niccolò di Buonaccorso)
La Vierge d'humilité  est une peinture a tempera sur panneau de bois du peintre siennois Niccolò di Buonaccorso datée vers 1380 et conservée au musée du Louvre à Paris.

## Histoire
Ce panneau est destiné à la dévotion particulière d'un, ou plus vraisemblablement d'une, fidèle. Il formait sans doute la partie centrale d'un triptyque.

## Iconographie
La Vierge de l'humilité (de humus : « terre ») est une figure de l'iconographie chrétienne issue de la pré-Renaissance (premières décennies du XIVe siècle), dans le but d'humaniser la représentation de la Vierge à l'Enfant en la posant non plus sur un trône, en Maestà, mais sur le sol ou un tapis d'herbe et de fleurs. La Vierge est représentée ici allaitant l'Enfant à même le sol, dans une attitude d'humilité. L'humilité et l'humanité des personnages sont accentuées par l'ajout de détails pittoresques comme le livre, le nécessaire de couture et quelques ouvrages textiles exécutés par la Vierge et placés sur le banc derrière elle.

## Analyse
Niccolò di Buonaccorso fait de la Vierge un modèle pour les jeunes Siennoises de l'époque en évoquant les pratiques manuelles domestiques féminines. Ces motifs ne sont pas anecdotiques et revêtent sans doute une signification plus complexe : ils pourraient constituer un écho subtil à des textes ou à des prédications de cette période, invitant les fidèles à les méditer. Ainsi saint Bernard vante la douceur de la Vierge, « qui offre à tous la laine et le lait », et décrit le Christ comme « un agneau qui vient avec le lait et la laine ».

## Exposition
Ce panneau est exposé dans le cadre de l'exposition Les Choses. Une histoire de la nature morte au musée du Louvre du 12 octobre 2022 au 23 janvier 2023, parmi les œuvres de l'espace nommé « Les Objets de la croyance ».